# Eupithecia bini
Eupithecia bini là một loài bướm đêm trong họ Geometridae.